# Euglossa fuscifrons
Euglossa fuscifrons là một loài Hymenoptera trong họ Apidae. Loài này được Dressler mô tả khoa học năm 1982.